# Jan Kanty

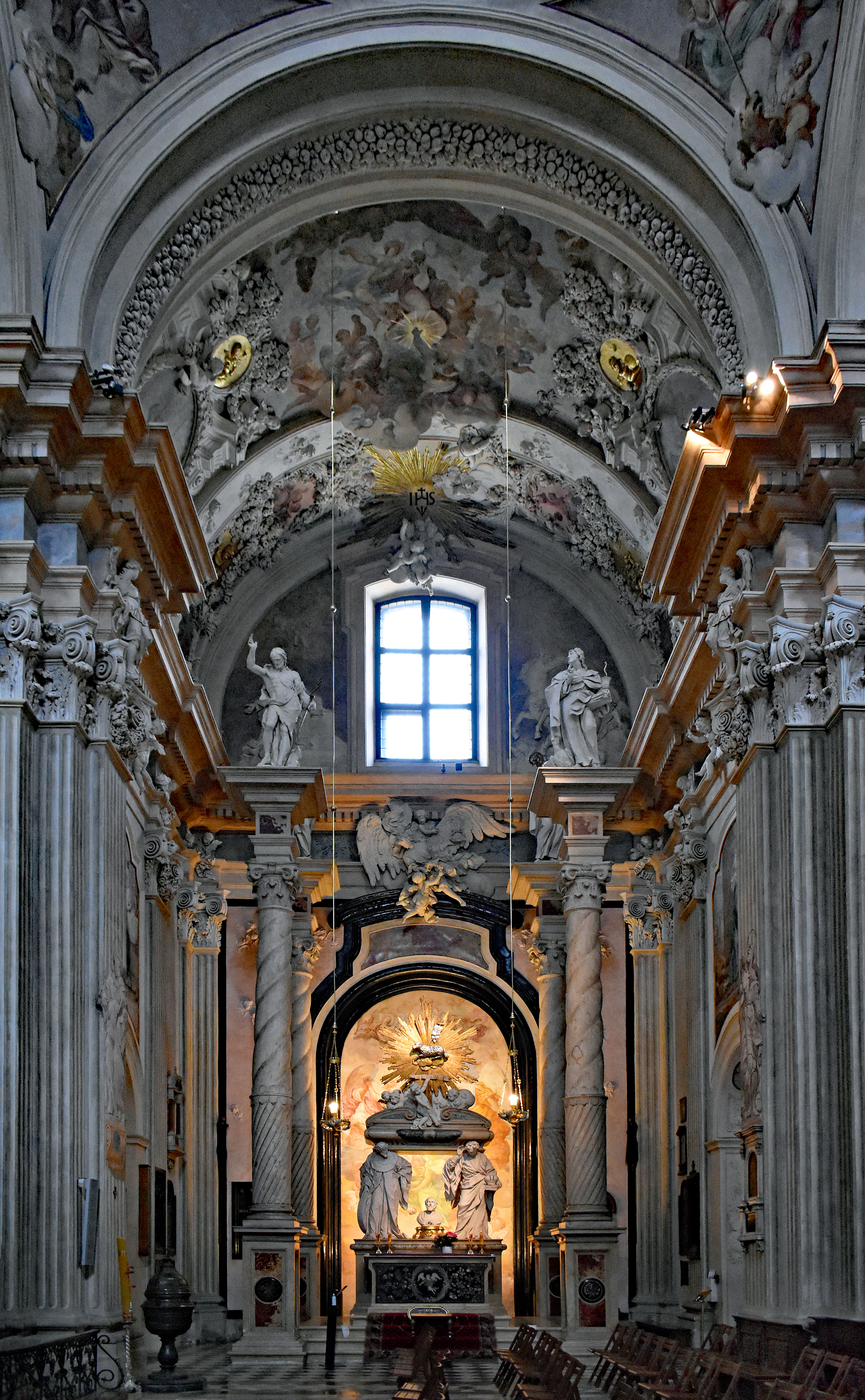
Konfesja św. Jana Kantego w prawym ramieniu transeptu kościoła św. Anny w Krakowie

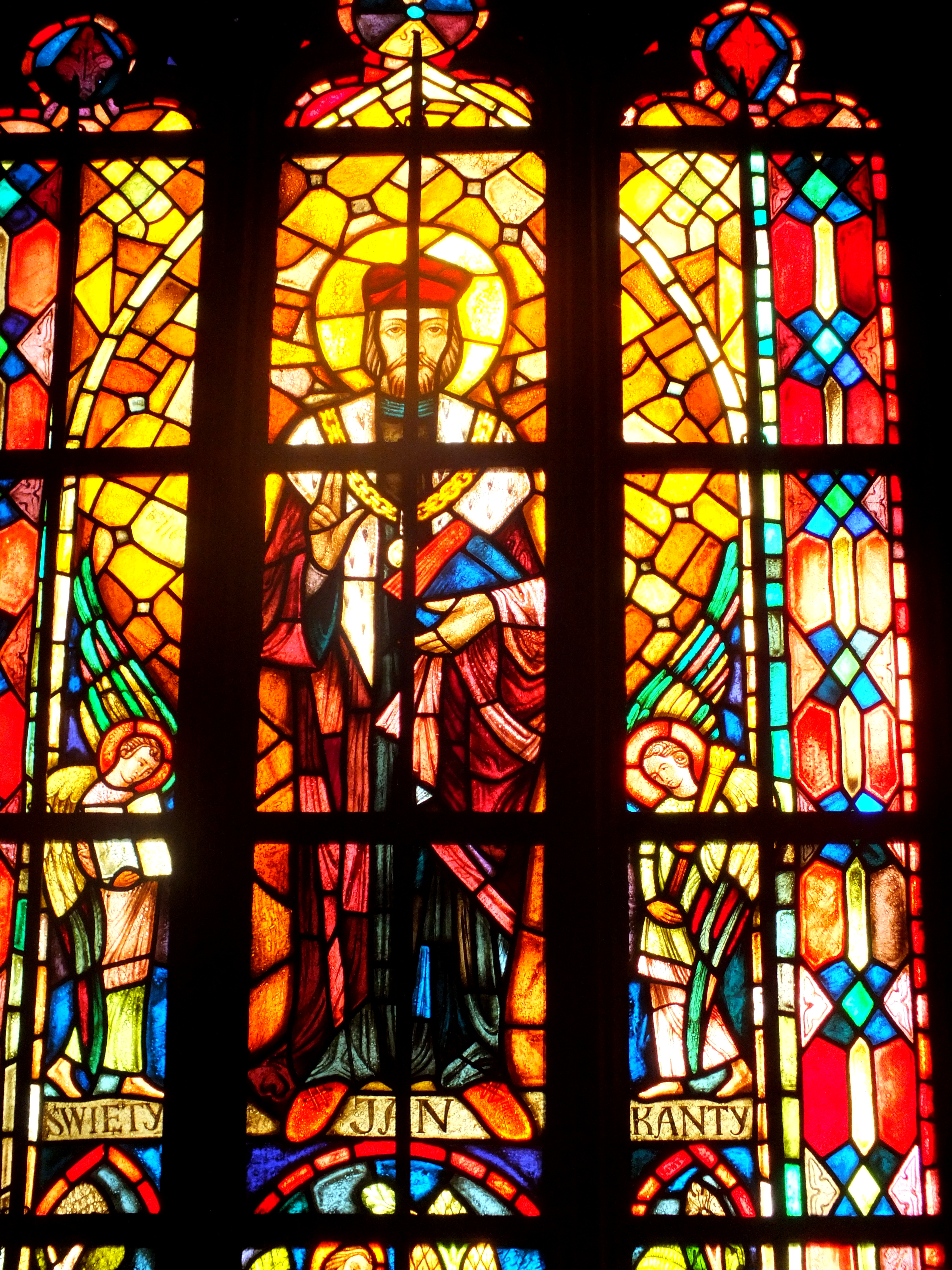
Witraż św. Jana Kantego we wrocławskiej archikatedrze

Jan Kanty również Jan z Kęt lub Jan Wacięga; (ur. 24 czerwca 1390 w Kętach, zm. 24 grudnia 1473 w Krakowie) – polski prezbiter rzymskokatolicki profesor Uniwersytetu Krakowskiego, święty Kościoła katolickiego.

## Życiorys
Urodził się najprawdopodobniej 24 czerwca 1390 roku w Kętach. W 1413 roku podjął studia z zakresu sztuk wyzwolonych w Akademii Krakowskiej i zdobył magisterium na przełomie 1417 i 1418 roku. Między 1418 a 1421 roku przyjął święcenia kapłańskie w Kościele Matki Bożej Wniebowziętej w Tuchowie. W 1421 roku został rektorem szkoły klasztornej bożogrobców w Miechowie, gdzie przebywał przez siedem lat i zajmował się przepisywaniem rękopisów. W 1429 roku powrócił do wykładania na Akademii Krakowskiej, a pięć lat później został prepozytem Kolegium Większego. W okresach 1432–1433 i 1437–1438 pełnił funkcję dziekana Wydziału Sztuk Wyzwolonych. W 1429 roku podjął studia teologiczne, pod kierunkiem Benedykta Hessego, które ukończył dopiero w roku 1443. W tym okresie wypełniał obowiązki kapłańskie, a także został kanonikiem w kościele św. Floriana i proboszczem parafii w Olkuszu, z czego jednak szybko zrezygnował. Rok później uzyskał doktorat z teologii. Jego uczniami byli między innymi: Mikołaj Ligatoris, Jan z Dąbrówki i Izajasz Boner. Pomimo że Jan musiał pisać także własne rozprawy naukowe, żadne z nich się nie zachowały. Według tradycji katolickiej, miał on także odbyć pielgrzymki do Rzymu i Ziemi Świętej, jednak nie ma na to żadnych historycznych dowodów. Zmarł 24 grudnia 1473 roku w Krakowie, a pochowany został w tamtejszym kościele św. Anny.
Był zwolennikiem koncyliaryzmu.

## Kult
Jan Kanty został beatyfikowany 27 września 1680 roku przez Innocentego XI, a kanonizowany 16 lipca 1767 roku przez Klemensa XIII.
Dzień obchodów
Jego wspomnienie liturgiczne (w Polsce obowiązkowe) obchodzone jest 20 października.
Relikwie
Relikwie Jana Kantego spoczywają w barokowym grobowcu – konfesji w kościele św. Anny w Krakowie.
Ikonografia
W ikonografii bywa przedstawiany w todze, birecie, z lilią, a także ze studentem, którego okrywa profesorską togą.
Patronat
W 1737 roku został ogłoszony przez Klemensa XII patronem Polski i Litwy. Został także patronem Uniwersytetu Krakowskiego.
Jest patronem Kęt, Krakowa, archidiecezji krakowskiej, archidiecezji lubelskiej, diecezji bielsko-żywieckiej, profesorów, nauczycieli i studentów, szkół katolickich, „Caritasu” i Papieskiego Kolegium Polskiego w Rzymie, tradycyjnego zgromadzenia Kanoników Regularnych Św. Jana Kantego (SJC) oraz stowarzyszenia studenckiego Bratnia Pomoc Akademicka im. św. Jana z Kęt „Cantianum” w Krakowie.
20 października 2024 r. w Kętach powstało pierwsze w Polsce i na świecie sanktuarium św. Jana Kantego.